# Geografia d'Irlanda
Irlanda és una illa situada a l'Europa nord-occidental, al nord de l'oceà Atlàntic. L'illa es troba a la plataforma continental europea, part de la placa eurasiàtica. Les característiques geogràfiques principals de l'illa són les planes baixes centrals, envoltades per serralades costaneres. El cim més alt és el Carrauntoohil (en gaèlic: Corrán Tuathail), que s'alça fins als 1.041 metres sobre el nivell del mar. La costa occidental és rugosa, amb moltes illes, penínsules, caps i golfs. L'illa es troba dividida pel riu Shannon, que recorre 360,5 km i acaba en un estuari de 102,1 km, essent el riu més llarg d'Irlanda, recorrent el país des del comtat de Cavan,a l'Ulster, i desembocant a l'Atlàntic just al sud de Limerick. Hi ha també nombrosos llacs destacables al llarg dels rius irlandesos, dels quals el llac Neagh és el més gran.
Políticament, l'illa es divideix en la República d'Irlanda, amb jurisdicció sobre cinc sisenes parts de l'illa; i Irlanda del Nord, un país constituent del Regne Unit, amb jurisdicció sobre la sisena part restant. Situada a l'oest de l'illa de la Gran Bretanya, es troba, aproximadament, a les coordenades 53°N 8°O. Disposa d'una superfície total de 84.421 km². Està separada de la Gran Bretanya per la mar d'Irlanda, i de l'Europa continental per la mar Cèltica. Irlanda i la Gran Bretanya, juntament amb les illes veïnes, es coneixen col·lectivament com les Illes Britàniques; com que el terme britànic és controvertit en relació amb Irlanda, cada vegada és més acceptat el concepte alternatiu "Bretanya i Irlanda".

## Desenvolupament geològic

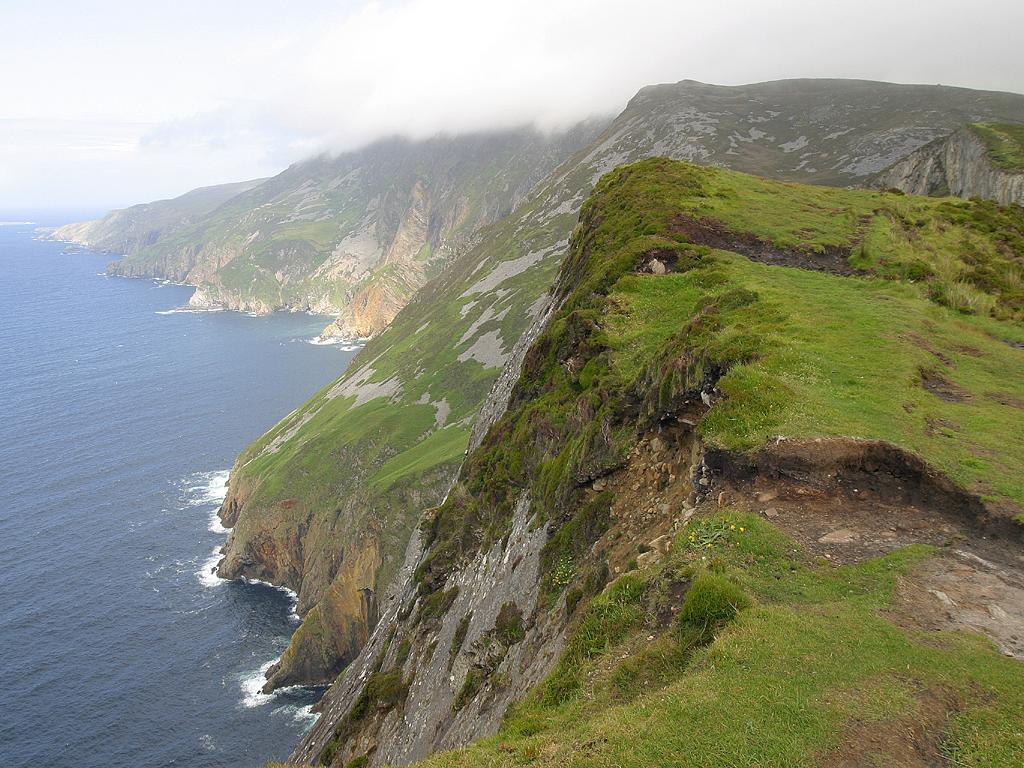
Sliabh Liag, a la part occidental de Banagh

La geologia d'Irlanda és diversa. Les regions contenen roques pertanyents a diferents períodes geològics, alguns datats de fa gairebé 2 mil milions d'anys. La roca més antiga de què es té constància a Irlanda està datada de fa uns 1,7 mil milions d'anys, i es troba a l'illa d'Inishtrahull, al nord de la costa d'Inishowen i, a l'illa principal, a Annagh Head, a la península de Mullet. Les formacions més modernes són els drumlins i les valls glacials resultants de la darrera edat de gel, així com els embornals i les coves localitzades a les regions calcàries de Clare.